# Encourados
Encourados ist ein Ort und eine ehemalige Gemeinde (Freguesia) im nordportugiesischen Kreis Barcelos. Die Gemeinde hatte 514 Einwohner (Stand 30. Juni 2011). Die Stadt wurde um die Kirche S. Tiago (St. Jakob) gegründet. 1441 wurde sie erstmals urkundlich erwähnt, weil sie dem Orden S. João Evangelista de Vilar de Friars zugeschlagen wurde.
Im Zuge der Gebietsreform am 29. September 2013 wurden die Gemeinden Encourados und Areias de Vilar zur neuen Gemeinde União das Freguesias de Areias de Vilar e Encourados zusammengefasst.